# Ocinebrina minor
Ocinebrina minor är en snäckart som först beskrevs av Dall 1919.  Ocinebrina minor ingår i släktet Ocinebrina och familjen purpursnäckor. Inga underarter finns listade i Catalogue of Life.